# Parque nacional de El Kala
El Parque nacional de El Kala (en árabe:الحديقة الوطنية القالة) es uno de los parques nacionales de Argelia, en el extremo norte-oriental del país. En él se encuentran varios lagos, entre los cuales destaca el lago de Tonga, cuyo nombre no está relacionado con Tonga y que posee un ecosistema único en la cuenca del Mediterráneo. Fue creado en 1983 y reconocido como Reserva de la Biosfera por la UNESCO en 1990.
El parque está amenazado por la creación de una autopista Argelina, la cual perjudicaría a animales raros y plantas del parque. Se ha propuesto que la carretera evite esta región y se construya más al sur.
El Parque Nacional El Kala y la Reserva de la Biosfera constituyen el hábitat de 40 especies de mamíferos, 25 especies de aves varias, 64 especies de aves de agua dulce y 9 especies de aves marinas. El ciervo de Berbería esta frecuentemente en el parque.